# حركة لاروش
حركة لاروش هي منظمة دولية عالمية تهتم بالاقتصاد والسياسية والثقافية والحياة الاجتماعية. أسسها الاقتصادي والسياسي الشهير  الأمريكي  ليندون لاروش في عام 1974. تضم الحركة سياسين ومسؤولي  مثقفين من جميع أنحاء العالم ولها مكاتب في بعض الولايات في الولايات المتحدة الأمريكية وبعض دول العالم. وتتعرض الحركة إلى هجوم شرس تشنه عليها كثير من الحكومات والمضمات اليمينة في العالم لانها أهم أهداف الحركة هو  محاربة الرأسمالية الاستهلاكية العالمية  ، ومعارضتها شن الحروب على الدول واحتكار الزعامة العالمية, ونشر الوعي لدى العامة للثقافة والمعرفة الابداعية وليست المعرفة التلقيمية.

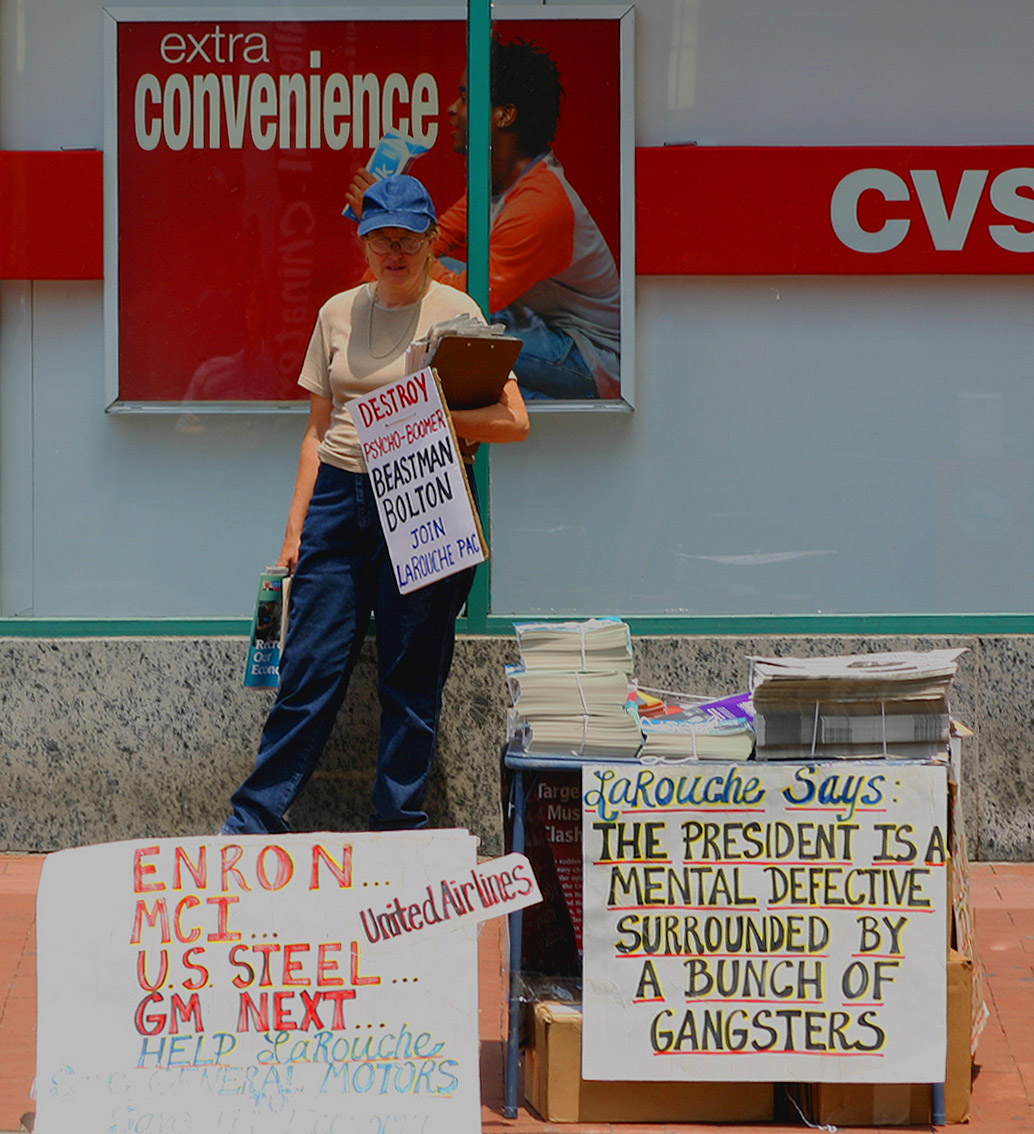
مناصري لاروش في العاصمة واشنطن 2005

## وصلات خارجية
- موقع الحركة باللغة العربية